# Mastercomix
Mastercomix è una collana mensile di volumi a fumetti pubblicata dalla Editoriale Aurea a partire da marzo 2012 sino alla prematura chiusura dell'aprile 2013. Pubblicava prevalentemente fumetti di origine sudamericana, tutti in bianco e nero in formato brossurato 18x26.
A luglio del 2013 Editoriale Aurea ha annunciato la sospensione del periodico per revisione. La ripresa della pubblicazione era prevista per l'autunno dello stesso anno.

## Serie pubblicate
- Alvar Mayor, di C. Trillo, E. Breccia (1 volume)
- Cayenna, di G. Saccomanno, D. Mandrafina (4 volumi)
- Hombre, di P. Wiechmann, R. Mendez (2 volumi)
- Nan Hai, di R. Wood, L. G. Duran (2 volumi)
- Savarese, di R. Wood, D. Mandrafina (3 volumi)

## Elenco dei titoli
| Nr. Mastercomix | Serie           | Data di pubblicazione | Sceneggiatura | Disegni       | Nr. Pagine |
| --------------- | --------------- | --------------------- | ------------- | ------------- | ---------- |
| 1               | Alvar Mayor     | 13 marzo 2012         | C. Trillo     | E. Breccia    | 212        |
| 2               | Cayenna         | 14 giugno 2012        | G. Saccomanno | D. Mandrafina | 226        |
| 3               | Hombre          | 13 luglio 2012        | P. Wiechmann  | R. Mendez     | 128        |
| 4               | Hombre volume 2 | 12 agosto 2012        | P. Wiechmann  | R. Mendez     | 224        |
| 5               | Cayenna 2       | Settembre 2012        | G. Saccomanno | D. Mandrafina | 224        |
| 6               | Nan Hai 1       | 16 ottobre 2012       | R. Wood       | L. G. Duran   | 162        |
| 7               | Savarese 1      | 19 novembre 2012      | R. Wood       | D. Mandrafina | 194        |
| 8               | Nan Hai 2       | 12 dicembre 2012      | R. Wood       | L. G. Duran   | 176        |
| 9               | Cayenna 3       | 13 gennaio 2013       | G. Saccomanno | D. Mandrafina | 192        |
| 10              | Savarese 2      | Febbraio 2013         | R. Wood       | D. Mandrafina | 194        |
| 11              | Cayenna 4       | 12 marzo 2013         | G. Saccomanno | D. Mandrafina | 224        |
| 12              | Savarese 3      | 12 aprile 2013        | R. Wood       | D. Mandrafina | 190        |